# Schmidts Samstag
Schmidts Samstag ist eine Radioshow im öffentlich-rechtlichen Programm SWR1 Baden-Württemberg. Zum ersten Mal wurde sie am 7. Februar 2015 ausgestrahlt. Moderiert wurde die Sendung bis zu seinem Tod im Oktober 2019 in der Regel von SWR1-Moderator Thomas Schmidt. Seitdem wird die Sendung abwechselnd von Janet Pollok, Ingo Lege, Patrick Neelmeier und Stefanie Anhalt  moderiert.

## Konzept
Schmidts Samstag soll ein unterhaltsames, informatives, kreatives und fröhliches Programm als Einstimmung auf das Wochenende bieten.

## Elemente der Sendung
Musik ist ein zentraler Baustein des Programms von Schmidts Samstag. Neben den „größten Hits aller Zeiten“ finden sich auch Musikstücke aus fünf Jahrzehnten Popgeschichte. So laufen in der Rubrik Schmidts Katze Disco-Klassiker der 70er und 80er Jahre. Beim Wortanteil gibt es – neben den Nachrichten – feste Rubriken, die regelmäßig erscheinen, zuvorderst Durch die Woche mit..., eine Rückschau auf die Woche mit einer bekannten Person. Zu Gast waren beispielsweise der Kabarettist Gernot Hassknecht, Liedermacher Konstantin Wecker und Hörspiel- und Synchronsprecher Christian Brückner.
Bei Samstags um viertel nach zehn in... meldet sich eine Reporterin oder ein Reporter live aus einem Ort in Baden-Württemberg, etwa vom Stauferfestival in Schwäbisch Gmünd, aus einer Schrebergartenkolonie in Mannheim oder vom Weltcup-Skispringen in Titisee-Neustadt.
Sportreporter Jens Wolters gibt in der Rubrik Schmidtiepedia (Wolters Wissen) – so die Eigenwerbung – „unnütze Fakten für jede Party“ aus der Welt des Sports bekannt. Der Freiburger SWR-Reporter Stefan Schlegel konfrontiert in seinen Umfragen für die Rubrik Die Weisheit der Straße Passanten mit verschiedenen, teils nicht ernst gemeinten Fragen. SWR1-Redakteurin Antje Nutbohm versucht bei Alles geht mit Antje, den Moderator immer wieder zu praktischen Dingen zu motivieren, egal ob sportlich, beim Gehirnjogging oder kreativ.
Ende Oktober 2020, ein Jahr nach Thomas Schmidts Tod, wurde die Sendung in Bloß kein Stress umbenannt.